# Región del Sudoeste (Camerún)
La región del Sudoeste (en inglés Southwest Province) es una de las diez regiones de la República de Camerún, cuya capital es la ciudad de Buea.

## Geografía
Esta región comparte fronteras en la costa suroeste del golfo de Guinea y también en el noroeste con Nigeria. Por otra parte, esta región limita con la Región del Noroeste, en el este con la del oeste y en el sureste bordea a la región del Litoral.
Tiene una superficie de 24.571 km², que en términos de extensión es similar a la de Cerdeña.

## Territorio y población
La región del Sudoeste es poseedora de una superficie de 24.571 kilómetros cuadrados. Dentro de la misma reside una población compuesta por unas 1.356.007 personas (cifras del censo del año 2005). La densidad poblacional dentro de esta provincia es de 55,19 habitantes por kilómetro cuadrado.

## Departamentos
La región del Sudoeste posee una subdivisión interna compuesta por 6 departamentos: 
- Fako
- Kupe-Manenguba
- Lebialem
- Manyu
- Meme
- Ndian

- Datos: Q607499
- Multimedia: Southwest Region (Cameroon) / Q607499